# 씨엔블루의 음반 외 활동 목록
다음은 대한민국 남성 가수 그룹 씨엔블루의 음반 외 활동 목록이다.

## 뮤직 비디오
- 2010년 : 《Bluetory》 - "외톨이야"
- 2010년 : 《Bluelove》 - "Love"
- 2010년 : 오렌지 캬라멜 - "마법소녀" (강민혁)[1]
- 2011년 : 《FIRST STEP》 - "직감"
- 2011년 : 포미닛 - "Heart to Heart" (이정신)[2]
- 2011년 : 《First Step +1(Plus One) Thank You》 - "Love girl (New ver.)"
- 2011년 : 《In My Head》 - "In my head"
- 2012년 : 《Where you are》 - "Where you are"
- 2012년 : 《EAR FUN》- "아직 사랑한다"
- 2012년 : 《EAR FUN》- "Hey You"
- 2012년 : 주니엘 - "바보" (정용화)[3]
- 2012년 : 주니엘 - "illa illa(일라 일라)" (강민혁)[4]
- 2012년 : 《Friday》- "Friday"
- 2012년 : 《Come On》- "Come On"
- 2012년 : 《CODE NAME BLUE》- "Time is over"
- 2012년 : 《Robot》- "Robot"
- 2013년 : 《Re:BLUE》- "I'm Sorry"
- 2013년 : 《Blind Love》- "Blind Love"
- 2013년 : 《Lady》- "Lady"
- 2013년 : 《What turns you on?》- "One More Time"
- 2013년 : 《GALAXY Music》- "Feel Good"
- 2014년 : 《Can't Stop》- "Can't Stop"
- 2014년 : 《Truth》- "Truth"
- 2014년 : 《Truth》- "Still"
- 2014년 | 2015년 : 《정용화 솔로-어느 멋진 날》- "어느멋진날"
- 2015년 : 《2gether》- "신데렐라"
- 2015년 : 정용화 《교감》 - "입김" (선우정아)
- 2016 : 《BLUEMING》"이렇게 예뻤나"
- 2017 : 《7°CN》"헷갈리게"
- 2017 : 《정용화 솔로-여자여자해》 - "여자여자해"

## 작품 목록

### TV 프로그램
| 방송사 | 프로그램명                                   | 출연     | 기간                    |
| ------ | -------------------------------------------- | -------- | ----------------------- |
| MBC    | 《일요일 일요일 밤에 - 헌터스 : 에코하우스》 | 정용화   | 2009.12.6 ~ 2010.3.21   |
| 곰TV   | 《Making the artist》                        | 씨엔블루 | 2010.1.25 ~ 2010.2.24   |
| Mnet   | 《CNBLUTORY》                                | 씨엔블루 | 2010.2.10 ~ 2010.3.10   |
| Mnet   | 《엠카운트다운》                             | 강민혁   | 2010.2.18 ~ 2010.8.12   |
| MBC    | 《우리결혼했어요》                           | 정용화   | 2010.2.27 ~ 2011.4.2    |
| SBS    | 《인기가요》                                 | 정용화   | 2010.7.17 ~ 2011.3.13   |
| SBS    | 《밤이면 밤마다》                            | 정용화   | 2010.11.15 ~ 2011.7.4   |
| Mnet   | 《정용화의 홀로그램》                        | 정용화   | 2015.01.22 ~ 2015.2.12  |
| Mnet   | 《엠카운트다운 》                            | 이정신   | 2015.03.09 ~ 2016.09.08 |

### 영화/드라마
- 2009년 : SBS 드라마 《미남이시네요》 - 강신우 역 (정용화)
- 2010년 : 영화 《어쿠스틱》 - EP2.빵가게 습격사건 - 성원 역 (이종현)
- 2010년 : 영화 《어쿠스틱》 - EP2.빵가게 습격사건 - 해원 역 (강민혁)
- 2010년 : SBS 드라마 《괜찮아 아빠딸》 - 황연두 역 (강민혁)
- 2011년 : MBC 드라마 《넌 내게 반했어》 - 이신 역 (정용화)
- 2011년 : MBC 드라마 《넌 내게 반했어》 - 여준희 역 (강민혁)
- 2012년 : KBS2 주말연속극 《넝쿨째 굴러온 당신》 - 차세광 역 (강민혁)
- 2012년 : SBS 드라마 《신사의 품격》 - 콜린 역 (이종현)
- 2012년 : KBS2 주말연속극 《내 딸 서영이》- 강성재 역 (이정신)
- 2013년 : KBS2 드라마  《칼과 꽃》- 시우 역 (이정신)
- 2013년 : SBS 드라마  《상속자들》- 윤찬영 역 (강민혁)
- 2013년 : KBS2 드라마  《미래의 선택》- 박세주 역 (정용화)
- 2014년 : SBS 드라마  《유혹》- 나홍규 역 (이정신)
- 2014년 : tvN 드라마  《삼총사》- 박달향 역 (정용화)
- 2015년 : KBS2 금요드라마  《오렌지 마말레이드》- 한시후 역 (이종현)
- 2015년 : 소후 드라마 《DiorsMan4》- 나이트 클럽 잘 생긴 남자 역 (정용화)
- 2016년 : MBC 에브리원 드라마 《클릭유어하트》 - 강사 역 (이정신)
- 2016년 : SBS 드라마 《딴따라》 - 조하늘 역 (강민혁)
- 2016년 : tvN 드라마 《신데렐라와 네 명의 기사》 - 강서우 역 (이정신)
- 2017년 : 영화 《미스터 쉐프》 - 안폴 역 (정용화)
- 2017년 : SBS 드라마 《엽기적인 그녀》 - 강준영 역 (이정신)
- 2017년 : Netflix 드라마 《마이 온리 러브송》- 온달 역 (이종현)
- 2017년 : KBS2 월화드라마 《학교 2017》 - 종근  선배 역 (강민혁)
- 2017년 : MBC 드라마 《병원선》 - 곽현 역 (강민혁)
- 2017년 : JTBC 드라마 《더 패키지》 - 산마루 역 (정용화)
- 2017년 : KBS2 월화드라마 《란제리 소녀시대》 - 주영춘 역 (이종현)
- 2018년 : OCN 드라마《애간장》 - 강신우 역 (이정신)
- 2018년 : OCN 드라마《그남자 오수》- 오수 역 (이종현)
- 2018년 : 영화《궁합》 - 강휘 역 (강민혁)
- 2018년 : 영화《生きる街》- 두현 역 (이종현)

## 광고
- 2010년~2011년 : 교복 - 스쿨룩스 (씨엔블루,티애)
- 2010년~2011년 : 화장품 - 홀리카홀리카 (씨엔블루,김민지)
- 2010년 : 의류 - NII (씨엔블루,윤시윤)
- 2010년~2011년 : 의류 - 더슈트하우스 (정용화)
- 2010년 : 휴대폰 - 소니에릭슨 엑스페리아 X10 미니 (씨엔블루)
- 2011년 : 패션 - 헤지스 액세서리 (정용화)
- 2011년 : 패션 - 뱅뱅 (씨엔블루,서효림)
- 2012년 : 패션 - 뱅뱅 (씨엔블루,문채원)
- 2012년 : Health & Beauty - CJ 올리브영 (씨엔블루)[9]
- 2012년 : 외식 - T.G.I.프라이데이스 (씨엔블루)
- 2012년 : 태블릿PC - 삼성 갤럭시노트 10.1 (씨엔블루)
- 2013년 : 스포츠 - 프로스펙스 (씨엔블루,김연아)
- 2013년 : 공익 - 법무부 안전사회만들기 캠페인 (정용화)
- 2013년~2014년 : 식품 - 한국농수산식품유통공사 글로벌 브랜드 'K-Food' (씨엔블루)
- 2013년~2014년 : 패션 - 뱅뱅 (씨엔블루,강소라)
- 2014년 : 화장품 - 슈에무라 중국 (정용화)
- 2015년 : 금융 - BC 유니온페이 (정용화)
- 2015년 : 패션 - 더 클래스 한국/중국 (씨엔블루)
- 2015년 : 패션 - StayReal
- 2015년 : 화장품 - Skin79 (정용화)

## 홍보대사
- 2010년~ : 한톨나눔축제 홍보대사 (씨엔블루)
- 2012년~2013년 : 제 5대 걸스카우트 홍보대사 (씨엔블루)[10]
- 2012년 : 제14회 대학생 경제유니버시아드 홍보대사 (정용화)
- 2013년~ : 한국국제기아대책기구 홍보대사 (씨엔블루)
- 2013년 : 한국농수산식품유통공사 홍보대사 (씨엔블루)
- 2016년 : 부산 One-Asia 페스티벌 홍보대사 (정용화)